# Jamnicka Przełęcz
Jamnicka Przełęcz (słow. Jamnícke sedlo) – znajdująca się na wysokości 1911 m n.p.m. przełęcz w słowackich Tatrach Zachodnich, pomiędzy leżącymi w grani głównej Wołowcem (2063 m) a Rohaczem Ostrym (2086 m). Grań Tatr Zachodnich na odcinku tym ma przebieg mniej więcej północ-południe. Wschodnie zbocza spod przełęczy opadają do wysoko położonego Kotła Jamnickich Stawów (górna część Doliny Jamnickiej), zaś zachodnie, bardzo strome, do znacznie niżej leżącego dna Doliny Rohackiej.
Przełęcz powstała w rejonie miękkich łupków, ale wznoszące się nad nią Rohacze zbudowane są z granitów. Jest trawiasta, u podnóża Rohacza Ostrego duże granitowe gołoborze. Z przełęczy dobrze widać Jamnickie Stawy oraz Dolinę Rohacką. Dawniej z przełęczy bardzo stromymi zachodnimi stokami prowadziła ścieżka łącząca Dolinę Rohacką z Jamnicką (zaznaczona jest na mapie kpt. Aulicha z 1831 r.).

## Szlaki turystyczne
– czerwony, biegnący granią główną Tatr Zachodnich ze Smutnej Przełęczy granią Rohacza Płaczliwego i Rohacza Ostrego na Jamnicką Przełęcz, a z niej dalej na Wołowiec i Łopatę.
- Czas przejścia ze Smutnej Przełęczy na Jamnicką Przełęcz 2:30 h, z powrotem 2:15 h
- Czas przejścia z Jamnickiej Przełęczy na Wołowiec: 20 min, ↓ 15 min

  – od autokempingu „Raczkowa” przez rozdroże Niżnia Łąka, Rozdroże w Dolinie Jamnickiej i Jamnicką Przełęcz na Wołowiec. Czas przejścia z Niżniej Łąki na przełęcz: 4:05 h, ↓ 3:40 h

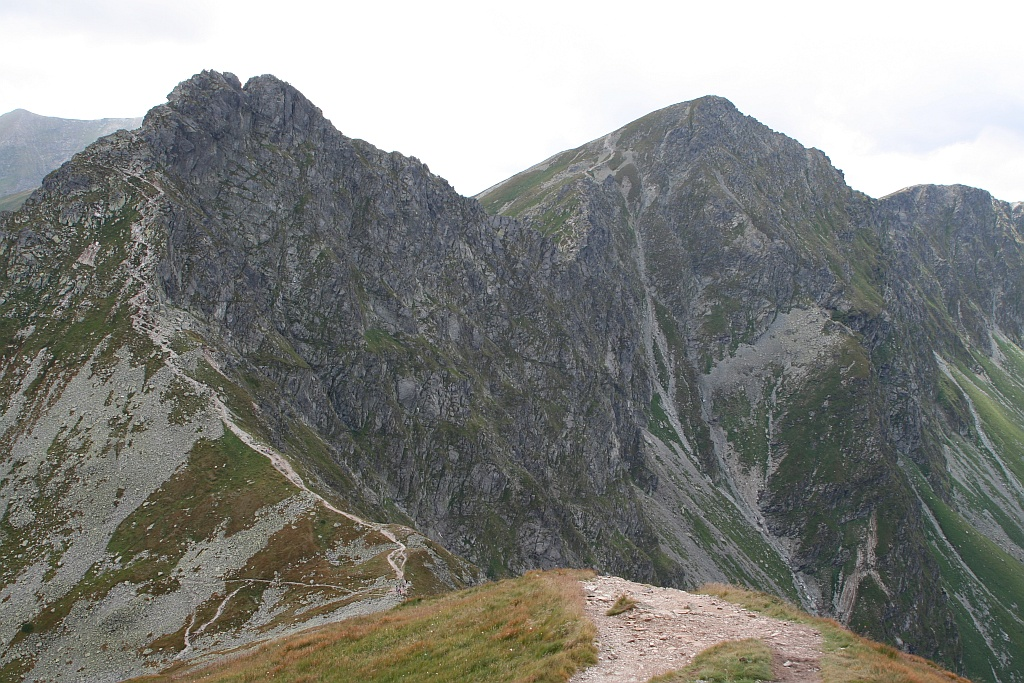
Jamnicka Przełęcz i Rohacze – widok ze szczytu Wołowca